# Deutscher Filmpreis 2015

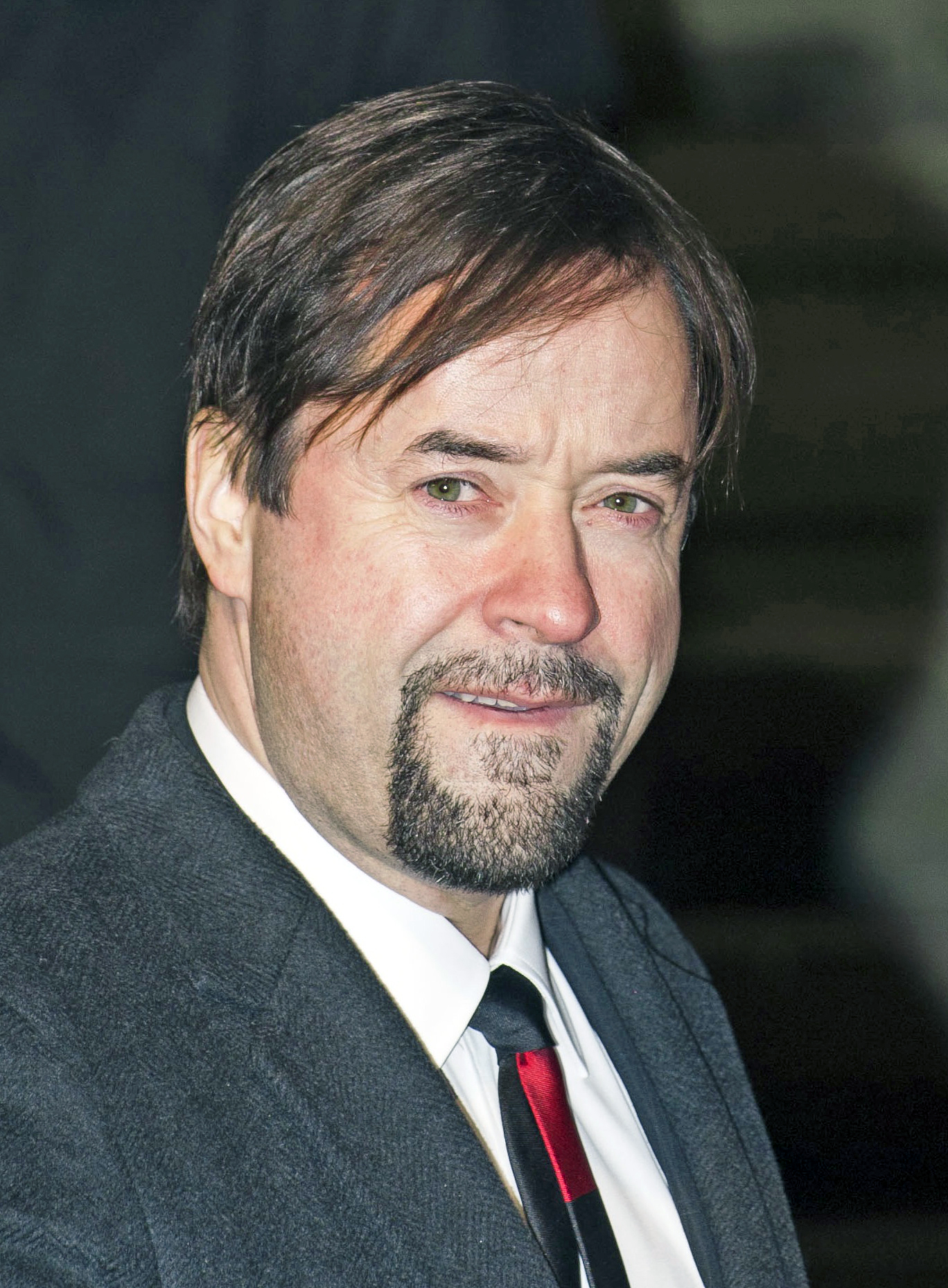
Jan Josef Liefers moderierte die Verleihung

Die 65. Verleihung des Deutschen Filmpreises Lola fand am 19. Juni 2015 statt und wurde im ZDF ausgestrahlt. Der Deutsche Filmpreis ist mit 2,955 Millionen Euro die höchstdotierte Kulturauszeichnung der Bundesrepublik Deutschland und wird von der 2003 gegründeten Deutschen Filmakademie in bis zu 18 Kategorien vergeben. Die Gala-Verleihung fand 2015 im Palais am Funkturm in Berlin statt und wird abwechselnd vom ZDF und ARD ausgestrahlt. Moderiert wurde die Gala-Verleihung zum zweiten Mal von Jan Josef Liefers.

## Dotierung
| Kategorie(n)     | Preisträger                                                                                                  | Nominierungen   |
| ---------------- | --- | --------------- |
| Spielfilm        | 1× Filmpreis in Gold à 500.000 EUR 1× Filmpreis in Silber à 425.000 EUR 1× Filmpreis in Bronze à 375.000 EUR | 6 à 250.000 EUR |
| Kinderfilm       | 1× Filmpreis in Gold à 250.000 EUR                                                                           | 2 à 125.000 EUR |
| Dokumentarfilm   | 1× Filmpreis in Gold à 200.000 EUR                                                                           | 3 à 100.000 EUR |
| Einzelleistungen | je 1× Filmpreis in Gold à 10.000 EUR                                                                         | undotiert       |
| Ehrenpreis       | undotiert | –               |

## Nominierungen

### Bester programmfüllender Spielfilm
präsentiert von Monika Grütters und Iris Berben
| Auszeichnung        | Filmtitel           | Produktion                          | Regie              |
| ------------------- | ------------------- | ----------------------------------- | ------------------ |
| Filmpreis in Gold   | Victoria            | Sebastian Schipper und Jan Dressler | Sebastian Schipper |
| Filmpreis in Silber | Jack                | Jan Krüger und René Römert          | Edward Berger      |
| Filmpreis in Bronze | Zeit der Kannibalen | Milena Maitz                        | Johannes Naber     |

Außerdem nominiert:
- Im Labyrinth des Schweigens – Produktion: Uli Putz, Sabine Lamby und Jakob Claussen, Regie: Giulio Ricciarelli
- Who Am I – Kein System ist sicher – Produktion: Max Wiedemann und Quirin Berg, Regie: Baran bo Odar
- Wir sind jung. Wir sind stark. – Produktion: Jochen Laube und Leif Alexis, Regie: Burhan Qurbani

### Bester programmfüllender Dokumentarfilm
präsentiert von Maybrit Illner
Citizenfour – Produktion: Dirk Wilutzky, Laura Poitras und Mathilde Bonnefoy, Regie: Laura Poitras
- Beyond Punishment – Produktion und Regie: Hubertus Siegert
- Nowitzki. Der perfekte Wurf – Produktion: Leopold Hoesch, Regie: Sebastian Dehnhardt

### Bester programmfüllender Kinderfilm
präsentiert von Karoline Herfurth
Rico, Oskar und die Tieferschatten – Produktion: Philipp Budweg und Robert Marciniak, Regie: Neele Leana Vollmar
- Quatsch – Produktion und Regie: Veit Helmer

### Bestes Drehbuch
präsentiert von Dietrich Hollinderbäumer
Stefan Weigl – Zeit der Kannibalen
- Elisabeth Bartel und Giulio Ricciarelli – Im Labyrinth des Schweigens
- Edward Berger und Nele Mueller-Stöfen – Jack
- Baran bo Odar und Jantje Friese – Who Am I – Kein System ist sicher
- Ralf Westhoff – Wir sind die Neuen

### Beste Regie
präsentiert von Katja von Garnier
Sebastian Schipper – Victoria
- Edward Berger – Jack
- Dominik Graf – Die geliebten Schwestern
- Johannes Naber – Zeit der Kannibalen

### Beste darstellerische Leistung – weibliche Hauptrolle
präsentiert von Katja Riemann
Laia Costa – Victoria
- Nina Hoss – Phoenix
- Katharina Marie Schubert – Ein Geschenk der Götter

### Beste darstellerische Leistung – männliche Hauptrolle
präsentiert von Michael Gwisdek
Frederick Lau – Victoria
- Christian Friedel – Elser – Er hätte die Welt verändert
- Hanno Koffler – Härte

### Beste darstellerische Leistung – weibliche Nebenrolle
präsentiert von Charly Hübner und Milan Peschel
Nina Kunzendorf – Phoenix
- Meret Becker – Lügen und andere Wahrheiten
- Claudia Messner – Die geliebten Schwestern

### Beste darstellerische Leistung – männliche Nebenrolle
präsentiert von Charly Hübner und Milan Peschel
Joel Basman – Wir sind jung. Wir sind stark.
- Burghart Klaußner – Elser – Er hätte die Welt verändert
- Gert Voss (postum) – Im Labyrinth des Schweigens

### Beste Kamera
präsentiert von Burghart Klaußner
Sturla Brandth Grøvlen – Victoria
- Yoshi Heimrath – Wir sind jung. Wir sind stark.
- Judith Kaufmann – Elser – Er hätte die Welt verändert
- Nikolaus Summerer – Who Am I – Kein System ist sicher

### Bester Schnitt
präsentiert von Detlev Buck
Robert Rzesacz – Who Am I – Kein System ist sicher
- Mathilde Bonnefoy – Citizenfour
- Sven Budelmann – Stereo
- Alexander Dittner – Elser – Er hätte die Welt verändert
- Jörg Hauschild – Als wir träumten

### Bestes Szenenbild
präsentiert von Katharina Schüttler
Silke Buhr – Who Am I – Kein System ist sicher
- Benedikt Herforth und Thomas Stammer – Elser – Er hätte die Welt verändert
- Claus Jürgen Pfeiffer – Die geliebten Schwestern

### Bestes Kostümbild
präsentiert von Carolin Kebekus
Barbara Grupp – Die geliebten Schwestern
- Katrin Aschendorf – The Cut
- Bettina Marx – Elser – Er hätte die Welt verändert

### Bestes Maskenbild
präsentiert von Henriette Confurius
Nannie Gebhardt-Seele und Tatjana Krauskopf – Die geliebten Schwestern
- Tatjana Krauskopf und Isabelle Neu – Elser – Er hätte die Welt verändert
- Waldemar Pokromski und Sabine Schumann – The Cut

### Beste Filmmusik
präsentiert von Jasmin Tabatabai
Nils Frahm – Victoria
- Alexander Hacke – The Cut
- Niki Reiser und Sebastian Pille – Im Labyrinth des Schweigens

### Beste Tongestaltung
präsentiert von Jasmin Tabatabai
Bernhard Joest-Däberitz, Florian Beck, Ansgar Frerich und Daniel Weis – Who Am I – Kein System ist sicher
- Frank Kruse, Matthias Lempert und Alexander Buck – Citizenfour
- Magnus Pflüger, Fabian Schmidt und Matthias Lempert – Victoria

### Ehrenpreis für herausragende Verdienste um den deutschen Film
präsentiert von Iris Berben
Barbara Baum

### Besucherstärkster Film
präsentiert von Jan Josef Liefers
Honig im Kopf – Produktion: Til Schweiger und Tom Zickler, Regie: Til Schweiger